# Laënnec
Laënnec – stacja metra w Lyonie, na linii D. Stacja została otwarta 11 grudnia 1992.